# Mercagranada
Mercados Centrales de Abastecimiento de Granada, S.A., Mercagranada, es una empresa española de distribución mayorista así como de servicios logísticos y complementarios a dicha actividad mayorista. Se fundó en 1973 y tiene como objeto social la promoción y explotación del mercado central mayorista de alimentos perecederos tales como pescado, frutas y hortalizas, de Granada (España).
Está ubicada en el km. 436 de la carretera Badajoz-Granada, bien conectada con la red de carreteras y autovías que unen a Granada con todas sus provincias limítrofes. Los accionistas de Mercagranada son el ayuntamiento de Granada, en un 51,29%, y la empresa pública estatal Mercasa, con un 48,71%.

## Historia
Mercagranada (Mercados Centrales de Abastecimiento de Granada S.A.) se constituyó como sociedad anónima el 6 de noviembre de 1967 y como Empresa Mixta el 8 de agosto de 1975. Mercagranada S.A. comienza su actividad en 1973 con la implantación en sus terrenos del Mercado Central Mayorista de Frutas y Verduras, de Pescado y de Polivalencia, para la venta de frutas y hortalizas que tradicionalmente se ofrecían en el antiguo mercado de Fuentenueva. El resto de superficies los constituía la ZAC (zona de actividades complementarias). En 1977, inicia sus actividades el Matadero de Mercagranada y se pone en funcionamiento la depuradora de aguas residuales. En julio de 1989 se moderniza el matadero y se construye la Nave Multiuso y el Pabellón Comercial n.º 1. En octubre de 1995 se cierra el matadero al público y, al año siguiente, se procede a su demolición para recuperar la superficie de una parcela de aproximadamente 40.000 metros cuadrados. En 1993 se abre al público un nuevo vial de acceso a la Unidad Alimentaria, con la finalidad de despejar el tráfico de la carretera nacional 432 y descongestionar el antiguo acceso. En el año 2000 se acometieron reformas en las naves de frutas y hortalizas para su adecuación a las nuevas normativas técnico–sanitarias y a la nueva realidad comercial. Durante el año 2001 comenzaron las obras de ampliación y reforma de la nave de pescados. En el año 2002  se produjeron las reformas de las instalaciones frigoríficas de las Naves de Frutas y Hortalizas y Pescados.

## Ámbito de influencia
El ámbito de influencia de Mercagranada lo constituye toda la provincia de Granada, así como algunas poblaciones de las provincias limítrofes: Almería, Córdoba, Jaén y Málaga.

## Instalaciones
Las instalaciones están divididas en diversas superficies, entre las que destacan las de pescado, frutas y hortalizas y la de uso polivalente. La superficie total de la parcela que ocupan las instalaciones es de 222.394 m². En 2010 había instaladas en sus instalaciones 193 empresas, de las que un 46% eran mayoristas de frutas y hortalizas y de pescados.
Mercagranada ha evolucionado para convertirse en un Centro Logístico y de Servicios especializado en Alimentación. Mercagranada cuenta con más de 120 empresas que conforman una Unidad Alimentaria moderna, segura, dinámica e integradora. De estas, 70 empresas se concentran en torno a la actividad de los mercados de frutas y hortalizas, pescados y polivalencia y el resto en la zona de actividades complementarias. La viveza de un mercado de este tamaño convierte a Mercagranada, no solo en el mejor espacio para el negocio de la alimentación en el que puede encontrar módulos ideales dotados de cámaras frigoríficas , salas de manipulación, oficinas, aseos, sino también para cualquier tipo de empresa que pueda prestar servicio a las entidades ubicadas en el mercado o a sus usuarios.

## Accionistas
Mercados Centrales de Abastecimiento de Granada, S.A. es una sociedad de capital público cuyos accionistas lo compone el Excmo. Ayuntamiento de Granada en un 51,29 % y la Empresa Nacional Mercasa con un 48,71 % , que a su vez está integrada en el grupo de empresas SEPI (Sociedad Estatal de Participaciones Industriales), adscrita al Ministerio de Hacienda y Administraciones Públicas y con dependencia directa del ministro.

## Proyectos
- La energía de las frutas. Científicos leoneses participan en la construcción de una innovadora planta de tratamiento de residuos de mercado, para el reciclaje de residuos de los mercados de frutas y verduras, que se desarrolla junto con Biomasa del Guadalquivir y Mercagranada.[4]
- Aldaima. Mercagranada ha firmado un convenio de apoyo a la Asociación Aldaima dedicada a la integración familiar de menores en Andalucía.[5]